# Northwestern Elevated
La Northwestern Elevated Railroad est une ancienne compagnie de métro de la ville de Chicago. C’est la dernière des quatre compagnies originales à avoir ouvert ses portes et elle se concentrait essentiellement sur la desserte des quartiers nord-ouest de la ville de Chicago. 
L'entreprise, soutenue par le magnat du transport ferroviaire Charles Tyson Yerkes a été constituée en 1893, mais n'a pas commencé à opérer de service de passagers avant 1900 en raison de plusieurs difficultés financières et juridiques que les autres compagnies n’avaient jamais rencontrées. De nombreux problèmes financiers, dont la plupart étaient dus à la dépression du marché économique depuis 1895. 
Plusieurs tronçons des lignes rouge, mauve et brune actuelles furent construits par la Northwestern Elevated avant son incorporation dans le Chicago Rapid Transit en 1924.

## Dates importantes
25 octobre 1893 – La Northwestern Elevated Railroad Company a été constituée. Bien que n'étant pas l'un de ses fondateurs, son principal bailleur de fonds est le magnat des transports Charles Yerkes. 
4 janvier 1894 - Le maire de Chicago, John P. Hopkins, estime le premier appel de service de la Northwestern trop vague, il le refuse. 
En appel le conseil de la ville le valide mais stipule que le service doit commencer au plus tard le 1er janvier 1897 pour que l'accord reste valide. 
23 janvier 1896 - L'acier des premières structures des viaducs de la Northwestern est posé à Fullerton avenue et à Sheffield Avenue. Plus tard dans l'année, en dépit de prévisions optimistes, il est déterminé que la Northwestern ne peut pas être opérationnel avant la date butoir. Ses avocats parviennent à un accord avec la ville pour repousser celle-ci au 31 décembre 1897.
En novembre 1897 - La structure s'étend de Dayton Avenue (près de l'intersection de Halsted Street et de North Avenue) à Buena Avenue. Le travail est suspendu en raison de problèmes financiers. Une autre prolongation est accordée, repoussant l’échéance de mise en service au 1er janvier 1899. 
En décembre 1898 - Avec l'argent débloqué, les travaux de construction battent son plein mais une nouvelle ordonnance est prononcée ; les échevins acceptent de donner à la compagnie une dernière limite jusqu'au 31 décembre 1899. 
En mai 1899 - La plupart des viaducs entre Montrose Avenue et Halsted Street est en place. Les échevins rejettent la nouvelle demande de la Northwestern de prolonger le délai. Si le délai n’est pas respecté, elle devra rembourser les droits de passages non utilisés à la ville ce qui aurait signifié la faillite pure et simple de la compagnie. 
Le 25 décembre 1899 - La dernière travée est mise en place. Une seule piste est posée entre  Wilson Avenue et Kinzie Street et plusieurs stations prévues n’ont pas encore reçues le moindre coup de pioche. Tout fut mis en œuvre afin de lancer un service symbolique afin d’éviter la perte de licence.
Le 30 décembre 1899 à 14h13 - Le premier train est exploité de Wilson vers le Loop afin de tester l’infrastructure.  
Le premier service fut inauguré le 31 décembre 1899 sur une structure au départ de Wells Street sur une piste unique qui traversait trois stations (alors que les plans originaux prévoyaient une ouverture en 1897 avec un premier réseau de vingt stations !) vers le nord jusque Wilson  avec une station intermédiaire à Belmont. 
Le 1er janvier 1900 - Malgré l’ouverture du service, le commissaire du Chicago Public Works déclare la structure de la Northwestern incomplète et insécurisée pour les passagers, il ordonne à la Northwestern à cesser ses activités immédiatement. 
Le 2 janvier 1900 - Un train quitte Wilson  au mépris de l'ordonnance du commissaire. Quatre policiers place l'équipage en état d'arrestation. 
Le 3 janvier 1900 - Les conseillers municipaux acceptent de donner à la Northwestern une dernière chance, cette fois jusqu'au 31 mai 1900. Ils leur indiquent clairement qu'il n'y aura pas d'extensions du délai. 
Le 31 mai 1900 – La Northwestern rouvre son service et inaugure les stations Kinzie, Chicago, Division, Schiller, Sedgwick, Larrabee, Halsted, Center (plus tard Armitage), Webster, Fullerton, Wrightwood, Diversey, Wellington,  Belmont, Clark, Addison, Grace, Sheridan, Buena Park et Wilson au nord du Loop.
La structure comprend quatre voies sur le modèle de New York avec des trains express (avec un arrêt à Wilson, Sheridan, Belmont, Fullerton, Halsted, Sedgewick, Kinzie et le Loop)
En 1903, une franchise a été accordée pour construire une extension dans le quartier de Ravenswood qui fut mise en service en 1907 jusque Western puis quelques mois plus tard vers Kimball (soit le tracé qu’on connaît toujours aujourd’hui sur la ligne brune). Compte tenu des mauvaises relations entre la ville et la Northwestern, le conseil de la ville ne fut pas pressé de l’approuver mais ce n’est pourtant qu’à partir de ce moment-là que la Northwestern Elevated Railroad allait connaître un succès croissant ; la ligne traitait 10 000 passagers par jour après seulement deux mois. 
Grâce au rachat des voies de la Chicago, Milwaukee & St. Paul vers le nord vers Evanston proposé en 1904, la Northwestern entama en 1907 sa prolongation vers le nord. Le service fut inauguré le 16 mai 1908 vers Howard et la banlieue de Wilmette ou la desserte avait été abandonnée depuis 1901 par la Chicago, Milwaukee, St. Paul and Pacific Railroad. 
17 juillet 1908 - La ville de Chicago approuve la demande de la Northwestern pour la construction d'un terminal de à Wells Street afin de permettre à ses rames de faire demi tour avant le Loop en heure de pointe et ainsi éviter l’engorgement de ce dernier. Le nouveau terminal fut inauguré le 17 novembre 1908. 

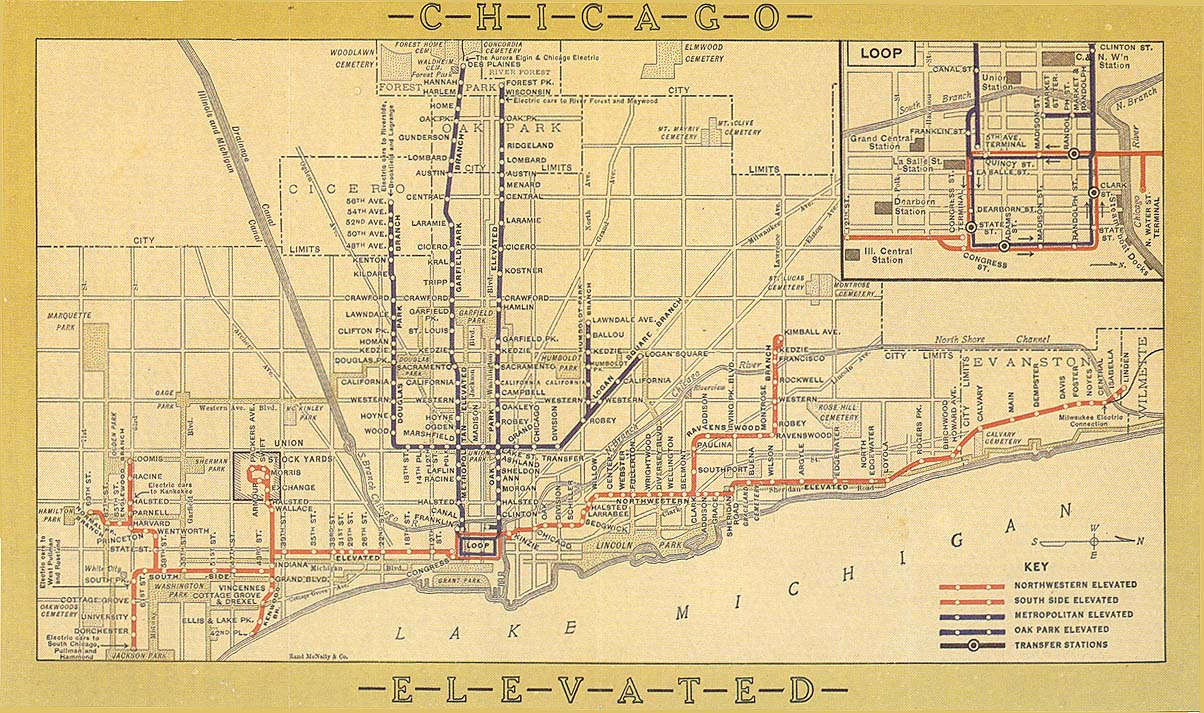
Carte de la Northwestern Elevated (1913).

En octobre 1908 la construction d'une digue élevée commence de Howard à Evanston, elle sera inaugurée en 1910. 
En juin 1911 – Une première réunion de consolidation du système de transport en commun rapide de Chicago a lieu. Les quatre compagnies, la Northwestern, la South Side Elevated Railroad, le Metropolitan West Side Elevated Railroad et la Lake Street Elevated se réunissent sous une association «volontaire» sous le nom Chicago Elevated Railway. 
En août 1911- Les structures organisationnelles de la Chicago Elevated Railway sont établies et Samuel Insull en est élu comme décisionnaire du conseil d’administration, alors que le président de la Metropolitan West Side Elevated Railroad, Britton I. Budd en est nommé président executif. 
le 3 novembre 1913 – Sous l’impulsion du Chigaco Elevated Railway, un service dit Crosstown est initié dans un premier temps entre Linden et Jackson Park et entre Wilson et Englewood. 
Le 4 novembre 1913 – Une autre proposition de Crosstown est formulée entre Kimball et 61th Street.
Le 8 novembre 1913 - Une nouvelle station terminus est inaugurée à Linden. 
Le 22 avril 1914 – les travaux de mise sur viaduc du tronçon entre Wilson et Howard commencent sur 7,3 kilomètres. Les travaux qui ne devaient durer que trois ans s’étirèrent jusqu’en 1921 en raison de problèmes financiers et de la pénurie de matériels causés par la Première Guerre mondiale. 
Le 9 janvier 1924, Les quatre compagnies ; la Northwestern, la South Side Elevated, la Metropolitan West Side Elevated et la Lake Street Elevated fusionnent sous l’égide de Samuel Insull et le nom de Chicago Rapid Transit.